# David Hemery
David Peter Hemery, né le 17 juillet 1944 à Cirencester (Gloucestershire), est un ancien athlète britannique.
Il a passé sa jeunesse aux États-Unis, étudiant à Boston, et devint champion universitaire U.S. en 1968 (1). Il représentait le Royaume-Uni aux Jeux olympiques d'été de 1968 sur 400 m haies. Il y remporta le titre en battant le record du monde de la distance en 48""1 (1).
Hemery courait aussi sur 110 m haies, remportant un titre de vice-champion d'Europe sur cette distance.
Aux Jeux olympiques d'été de 1972, Hemery échoua dans sa tentative de conserver son titre, mais il obtint quand même le bronze derrière l'Ougandais John Akii-Bua et l'Américain Ralph Mann. Il faisait également partie du relais 4 × 400 m britannique qui remporta l'argent.

## Palmarès

### Jeux olympiques d'été
- Jeux olympiques d'été de 1968 à Mexico ( Mexique)
  -  Médaille d'or sur 400 m haies
  - 5e en relais 4 × 400 m
- Jeux olympiques d'été de 1972 à Munich ( Allemagne de l'Ouest)
  -  Médaille de bronze sur 400 m haies
  -  Médaille d'argent en relais 4 × 400 m

### Jeux du Commonwealth
- Jeux du Commonwealth de 1966 à Kingston ( Jamaïque)
  -  Médaille d'or sur 120 yard haies
- Jeux du Commonwealth de 1970 à Édimbourg ( Écosse)
  -  Médaille d'or sur 110 m haies

### Championnats d'Europe d'athlétisme
- Championnats d'Europe d'athlétisme de 1969 à Athènes ( Royaume de Grèce)
  -  Médaille d'argent sur 110 m haies